# Abdallah El Saïd
 (février 2016).
Si vous disposez d'ouvrages ou d'articles de référence ou si vous connaissez des sites web de qualité traitant du thème abordé ici, merci de compléter l'article en donnant les références utiles à sa vérifiabilité et en les liant à la section « Notes et références ».
Abdallah Mahmoud Said Bekhit, né le 13 juillet 1985 à Ismaïlia en Égypte, est un footballeur international égyptien jouant au poste de milieu offensif au Zamalek SC.
Il fait partie de la liste des 23 joueurs égyptiens sélectionnés pour disputer la Coupe du monde de 2018 en Russie.

## Palmarès
- Ligue des Champions de la CAF : 2012, 2013
- Coupe de la CAF : 2014
- Supercoupe de la CAF : 2013, 2014
- Championnat d'Égypte : 2014, 2016, 2017, 2018
- Coupe d'Égypte : 2017
- Supercoupe d'Égypte : 2012, 2014, 2015, 2017
- Finaliste de la Coupe d'Afrique des Nations : 2017, 2021